# Họ Nham mai
Họ Nham mai (danh pháp khoa học: Diapensiaceae) là một họ nhỏ trong thực vật có hoa, bao gồm khoảng 18-20 loài trong 6-7 chi.

## Đặc điểm
Họ này là các loài cây thân thảo hoặc cận cây bụi dị dưỡng nấm, kích thước trung bình, sống lâu năm. Lá đơn thường xanh, kích thước nhỏ hay trung bình, mọc so le, có cuống hay không cuống, không có lá kèm, mép lá nguyên. Hoa lưỡng tính, nhỏ hoặc trung bình với 2 lá bắc con, mọc đơn độc hoặc thành cụm dạng chùm hoa, có tràng hợp yếu, 5 nhị hoa với chỉ nhị dẹt mọc so le với 5 cánh hoa, các bao phấn uốn cong vào, có các nhị lép, núm nhụy 3 thùy ngắn. Bao hoa với tràng và đài hoa riêng biệt. Quả là dạng quả nang chẻ ngăn với các hạt nhỏ. Có sự tích lũy nhôm.
Phân bố chủ yếu ở vùng ven Bắc cực và ôn đới Bắc bán cầu, đặc biệt là miền đông châu Á và Hoa Kỳ. Họ này không có loài nào sinh sống tại Việt Nam. Tên gọi nham mai là dịch theo tên gọi của nó trong tiếng Trung 岩梅.

## Các chi
- Berneuxia Decne.: Nham thi
- Diapensia L.: Nham mai
- Diplarche Hook.f. & Thomson
- Galax Sims
- Pyxidanthera Michx.
- Schizocodon Siebold & Zucc.
- Shortia Torr. & A.Gray: Nham phiến

Hai chi Galax và Pyxidanthera là các đơn vị phân loại chị em kế tiếp với phần còn lại của họ (Rönblom & Anderberg 2002); nếu như chuỗi quan hệ này được duy trì thì sự hiện diện của các nhị lép là đặc trưng bắt nguồn từ bên trong họ.
Trong các hệ thống phân loại cũ, như trong hệ thống Cronquist năm 1981, họ này được coi là họ duy nhất của bộ Diapensiales, nhưng các nghiên cứu gần đây, chẳng hạn như của Angiosperm Phylogeny Group (cả APG năm 1998 lẫn APG II năm 2003) đã đặt nó trong bộ Thạch nam (Ericales). Hệ thống Dahlgren cũng xếp họ này trong bộ Thạch nam.